# Митропулос, Тасос
Та́сос Митро́пулос (греч. Τάσος Μητρόπουλος; род. 23 августа 1957, Волос) — греческий футболист, атакующий полузащитник.

## Клубная карьера
Митропулос родился в городе Волос, где и начал свою футбольную карьеру в местном клубе «Арис» Петруполис. В 1976 году он перешёл в «Этникос» и провел 5 сезонов за команду с Пирей. В 1981 году Митропулос подписал контракт с более титулованным пирейским клубом — «Олимпиакос». В составе его он провел 11 сезонов, четыре раза выигрывал национальное первенство и дважды становился обладателем Кубка Греции.
В 1992 году Митропулос перешёл в столичный «АЕК», в составе которого провел два следующих сезона, дважды выиграв чемпионат. В 1997 году он вновь вернулся в «Олимпиакос» и провел свой последний сезон, закончив карьеру в 41 год. Болельщики «Олимпиакоса» дали Митропулоса прозвищу Рэмбо (Rambo).

## Международная карьера
Дебют за национальную сборную Греции состоялся 11 января 1978 года в товарищеском матче против сборной Кипра (0ː2). Был включен в состав сборной на Чемпионат мира 1994 в США (в матче против сборной Нигерии был капитаном команды). Всего за «Эллины» Тасос провёл 77 матча и забил 8 голов.

### Голы за сборную
| # | Дата            | Место             | Соперник          | Счёт | Результат | Турнир                  |
| - | --------------- | ----------------- | ----------------- | ---- | --------- | ----------------------- |
| 1 | 17 октября 1984 | Забже, Польша     | Польша            | 0-1  | 3-1       | Квалификация на ЧМ 1986 |
| 2 | 18 ноября 1986  | Амарусион, Греция | Венгрия           | 2-0  | 2-1       | Квалификация на ЧЕ 1988 |
| 3 | 17 февраля 1988 | Амарусион, Греция | Северная Ирландия | 3-2  | 3-2       | Товарищеский матч       |
| 4 | 21 мая 1988     | Торонто, Канада   | Канада            | 0-1  | 0-3       | Кубок Мэтьюз 1988       |
| 5 | 19 октября 1988 | Амарусион, Греция | Дания             | 1-0  | 1-1       | Квалификация на ЧМ 1990 |
| 6 | 5 апреля 1989   | Амарусион, Греция | Югославия         | 1-1  | 1-4       | Товарищеский матч       |
| 7 | 17 февраля 1993 | Амарусион, Греция | Люксембург        | 2-0  | 2-0       | Квалификация на ЧМ 1994 |
| 8 | 23 мая 1993     | Москва, Россия    | Россия            | 0-1  | 1-1       | Квалификация на ЧМ 1994 |

## После карьеры футболиста
После завершения карьеры в 1998 году, Митропулос начал работать помощником Душана Баевича, Альберто Бигона, Янниса Мадзуракиса и Текиса Лемониса в «Олимпиакосе». В качестве помощника главного тренера 4 подряд выигрывал чемпионат Греции в 1999, 2000, 2001 и 2002 годах.
Также после завершения футбольной карьеры, Митропулос стал политиком и начал работать в городском совете Пирей. В 2004 году он избирался в парламент от партии «Новая демократия».

## Достижения

### «Олимпиакос»
- Чемпион Греции: 1981/82, 1982/83, 1986/87, Чемпионат Греции по футболу 1987/1998
- Обладатель Кубка Греции: 1989/90, 1992

### АЕК
- Чемпион Греции: 1992/93, 1993/94

### «Панатинаикос»
- Чемпион Греции: 1994/95
- Обладатель Кубка Греции: 1994/95
- Обладатель Суперкубка Греции: 1994